# フェイク シティ ある男のルール
『フェイク シティ ある男のルール』（原題：Street Kings）は、2008年のアメリカ映画。

## ストーリー
ロス市警 (LAPD) のバイススクワッド（風紀取締り）の警官であるトム・ラドロー（キアヌ・リーブス）は、囮捜査や違法すれすれの捜査で事件を解決していた。そんな中、LAPDの内務調査班のビッグス（ヒュー・ローリー）がトムに接触し、トムらバイスの面々の調査を開始する。その頃、トムの元パートナーであるワシントン（テリー・クルーズ）とビッグスが密会しているという情報を知り、トムはワシントンを逆に尾行するが、2人が接触したコンビニで強盗が起こる。2人は銃撃戦に巻き込まれ、ワシントンが射殺されてしまう。

## キャスト
※括弧内は日本語吹替
- トム・ラドロー巡査 - キアヌ・リーブス（森川智之）

ロス市警の警官。
- ジャック・ワンダー警部 - フォレスト・ウィテカー（立木文彦）

ラドローの親友。
- ジェームズ・ビッグス警部 - ヒュー・ローリー（牛山茂）

ロス市警の刑事専門の内務調査班。
- ポール・ディスカント巡査 - クリス・エヴァンス（土田大）

ラドローの相棒。
- スクリブル - セドリック・"ジ・エンターテイナー"・カイルズ（石住昭彦）
- マイク・クレイディ巡査部長 - ジェイ・モーア（横堀悦夫）
- テレンス・ワシントン巡査 - テリー・クルーズ（乃村健次）

汚職警官。
- リンダ・ワシントン - ナオミ・ハリス（若原美紀）

テレンスの妻。
- コーツ - コモン（高瀬右光）
- フリーモント - クリー・スローン（英語版）
- グレイス・ガルシア - マルタ・イガレータ（英語版）（小林沙苗）
- ダンテ・デミル巡査 - ジョン・コーベット（相沢正輝）
- コズモ・サントス巡査 - アマウリー・ノラスコ（飯島肇）
- グリル - ザ・ゲーム

犯罪者。
- クイックス - ノエルG

## スタッフ
- 監督：デヴィッド・エアー
- 製作：ルーカス・フォスター、アレクサンドラ・ミルチャン、アーウィン・ストフ
- 製作総指揮：アーノン・ミルチャン、ミシェル・ワイズラー
- 原案：ジェイムズ・エルロイ
- 脚本：ジェイムズ・エルロイ、カート・ウィマー、ジェイミー・モス
- 撮影：ガブリエル・ベリスタイン
- プロダクションデザイン：アレック・ハモンド
- 編集：ジェフリー・フォード
- 音楽：グレーム・レヴェル
- 音楽監修：ジョン・ハウリハン、シーズン・ケント

### 日本語版スタッフ
- 日本語字幕：戸田奈津子
- 日本語吹替演出：高橋剛
- 日本語吹替翻訳：高山美香
- 日本語吹替調整：佐藤隆一
- 日本語吹替制作：ビデオテック

## 製作
2004年に、スパイク・リーが2005年の公開に向けて本作を監督することが発表されたが、のちに降板。2005年にオリバー・ストーンが監督するために話し合いを行なっていることが発表されたが、ストーンはこれを否定した。その後『トレーニング デイ』の脚本を担当したデヴィッド・エアーが企画を引継ぎ、本作の監督を務めることが発表された。
2008年2月5日、フォックス・サーチライト・ピクチャーズが本作のタイトル「The Night Watchman」を「Street Kings」に変更すると発表した。

## 評価
本作に対する批評家からの評価は平凡なものに留まっている。映画批評集積サイトのRotten Tomatoesには152件のレビューがあり、批評家支持率は36%、平均点は10点満点で5.11点となっている。また、Metacriticには28件のレビューがあり、加重平均値は55/100となっている